# Paulo Borges (futebolista)
Paulo Luís Borges ou simplesmente Paulo Borges (Itaocara, 24 de dezembro de 1944 — São Paulo, 15 de julho de 2011) foi um futebolista brasileiro que atuou como ponta-direita.
O apelido de Paulo Borges era "Risadinha", por estar boa parte do tempo alegre, sempre sorrindo.

## Carreira
Em 1962, recebeu suas primeiras oportunidades no elenco principal do Bangu, onde atuou até 1967 e foi artilheiro dos campeonatos cariocas de 1966 (com 16 gols, quando foi campeão) e 1967, com 13 gols. Também faturou o Torneio Início do certame carioca de 1964 e foi vice-campeão carioca nas edições de 1964 e 1965.
Em 1966, Paulo Borges foi um dos 47 jogadores convocados pelo técnico Vicente Feola, para o período de treinamento que visava a disputa da Copa do Mundo daquele ano.
Se transferiu para o Corinthians em 1968. É muito lembrado pelo gol que marcou no Santos em 6 de março de 1968, quando o Corinthians venceu por 2 a 0 e com isso ajudou seu time a conseguir pôr fim a um dos mais famosos tabus do futebol brasileiro (o Corinthians ficou onze anos sem vencer a equipe santista no Campeonato Paulista, de 1957 a 1968). Paulo Borges tinha sido contratado apenas por três meses e o Corinthians não pretendia comprar o passe tido como muito caro, tanto que na mesma época contratou outro ponta-direita (Buião). Mas o gol da quebra do tabu fez com que os dirigentes do time do Parque São Jorge mudassem de ideia e o contratassem em definitivo.
Campeão do Torneio do Povo em 1971, Paulo Borges encerrou assim seu primeiro período no Corinthians.
Em 1971, atuou por empréstimo no Palmeiras, onde acabou sendo acusado de cometer atos indisciplinares. No total, Risadinha fez apenas 11 jogos com a camisa palmeirense e marcou apenas um gol.
Também foi emprestado ao Pontagrossense (PR) em 1973 e depois ao Fast Clube de Manaus (AM) em 1974.
Encerrou a carreira jogando pelo Vasco da Gama em 1975.

## O Bangu virou "Houston Stars"
Em 1966, um grupo de empresários criou uma nova liga de futebol a North American Soccer League (NASL), em concorrência com a National Professional Soccer League (NPSL).
Em 1967, o Bangu foi convidado a participar de um torneio nos Estados Unidos promovido pela NASL, representando o Houston Stars. Além do Bangu, outros clubes a redor do mundo foram convidados e representaram clubes norte-americanos: Los Angeles Wolves (Wolverhampton, da Inglaterra), San Francisco Golden Gate Gales (ADO Den Haag, da Holanda), Chicago Mustangs (Cagliari, da Itália), Vancouver Royal Canadians (Sunderland, da Inglaterra) e Dallas Tornado (Dundee United, da Escócia).

## Morte
Morreu em decorrência de câncer de pulmão.